# Церпиці (Нижньосілезьке воєводство)
Церпиці (пол. Cierpice, нім. Türpitz) — село в Польщі, у гміні Пшеворно Стшелінського повіту Нижньосілезького воєводства.
Населення — 236 осіб (2011).
У 1975-1998 роках село належало до Валбжиського воєводства.

## Демографія
Демографічна структура станом на 31 березня 2011 року:
|          | Загалом | Допрацездатний вік | Працездатний вік | Постпрацездатний вік |
| -------- | ------- | ------------------ | ---------------- | -------------------- |
| Чоловіки | 121     | 27                 | 80               | 14                   |
| Жінки    | 115     | 17                 | 66               | 32                   |
| Разом    | 236     | 44                 | 146              | 46                   |